# Kudlu
Kudlu é uma vila no distrito de Kasaragod, no estado indiano de Kerala.

## Demografia
Segundo o censo de 2001, Kudlu tinha uma população de 23 328 habitantes. Os indivíduos do sexo masculino constituem 49% da população e os do sexo feminino 51%. Kudlu tem uma taxa de literacia de 78%, superior à média nacional de 59,5%: a literacia no sexo masculino é de 82% e no sexo feminino é de 74%. Em Kudlu, 13% da população está abaixo dos 6 anos de idade.